# Súperliga Ecuatoriana de Fútbol Femenino 2020
La Súperliga Ecuatoriana de Fútbol Femenino 2020, llamado oficialmente Súperliga Ecuatoriana de Fútbol Femenino DirecTV 2020 denominada también como Súperliga Femenina DirecTV 2020 por motivos de patrocinio, es la segunda edición de la Súperliga Femenina, el cual es el campeonato de primera división del fútbol femenino ecuatoriano. El torneo es organizado por la Federación Ecuatoriana de Fútbol.

## Sistema de competición
El campeonato está conformado por dos etapas:
En la primera etapa, los 17 equipos participantes (No participa el equipo de Santo Domingo sancionado por incumplimientos al reglamento) se dividen en 4 grupos, 3 de 4 equipos y uno de 5, de acuerdo con su ubicación geográfica, jugando bajo el sistema de todos contra todos en partidos de ida y vuelta. Los 2 mejores ubicados de cada grupo clasifican a la segunda etapa.
En la segunda etapa, los 8 equipos clasificados de la etapa anterior son emparejados en 4 llaves, jugando cuartos, semifinal y final bajo el sistema de eliminación directa en partidos de ida y vuelta, decidiendo de esta manera al campeón del torneo.

Los cuartos de final se juegan de la siguiente manera, La ubicación de los clasificados se definirá por los valores promedios de puntos, goles diferencia y las variables definidas de desempate en el reglamento de la competición.
1.°  vs. 8.° (Ganador será S1)
2.° vs. 7.° (Ganador será S3)
3.° vs. 6.° (Ganador será S2)
4.° vs. 5.° (Ganador será S4)
Los mejores ubicados en la tabla general de la primera etapa juegan de local los partidos de vuelta en sus respectivas llaves.
Para semifinales se enfrentaran S1 y S2 y por la otra llave S3 y S4.

### Clasificación a torneos internacionales
El Campeón clasificara a la Copa Libertadores Femenina 2020 como Ecuador 1.

### Sistema de descenso
Los 4 peores ubicados en la tabla general de la primera etapa descenderán al Torneo Clausura de la Serie A Amateur de 2021.

## Relevo anual de clubes
| Pos. | Ascendidos a la Superliga                              |
| ---- | ------------------------------------------------------ |
| 1.ª  | Liga Deportiva Juvenil (Campeón de la Serie A Amateur) |
| 2.ª  | San Miguel (Subcampeón de la Serie A Amateur)          |
| 3.ª  | Siete de Febrero (Tercero de la Serie A Amateur)       |

| Pos. | Descendidos a la Serie A Amateur                                    |
| ---- | ------------------------------------------------------------------- |
| 17.ª | Espuce (Décimo séptimo lugar en la Clasificación General)           |
| 18.ª | 'Fuerza Amarilla' (Décimo octavo lugar en la Clasificación General) |
| 19.ª | 'Delfín' (Décimo noveno lugar en la Clasificación General)          |
| 20.ª | 'Universidad Católica' (Vigésimo lugar en la Clasificación General) |
| 21.ª | 'Mushuc Runa' (Penúltimo en la Clasificación General)               |
| 22.ª | 'Aucas' (Último en la Clasificación General)                        |

## Equipos participantes

### Información de los equipos
| Nombre del club         | Ciudad                                                                       | Entrenador         | Estadio                                                | Capacidad            | Marca               | Patrocinador                                                              |
| ----------------------- | ---------------------------------------------------------------------------- | ------------------ | ------------------------------------------------------ | -------------------- | ------------------- | ------------------------------------------------------------------------- |
| Barcelona               | Guayaquil                                                                    | Marlene Ayala      | Monumental Isidro Romero Carbo                         | 57 267               | Marathon Sports     | Cerveza Pilsener                                                          |
| Carneras                | Cuenca                                                                       | Édison Méndez      | Valeriano Gavinelli UPS                                | 1000                 | Daleska Sport       | EMOV-EP                                                                   |
| Deportivo Cuenca        | Cuenca                                                                       | Santiago Aguirre   | Alejandro Serrano Aguilar Banco del Austro             | 18 549               | Joma                | Sin patrocinador                                                          |
| Deportivo Santo Domingo | [[Archivo:\|15px\|border\|Bandera de Santo Domingo (Ecuador)]] Santo Domingo | Juan Javier Mera   | Ver listaEtho Vega Obando y Pacheco                    | Ver lista10 172 2000 | Seri Art´s          | Ver lista Comisariato Aldean Parmalat                                     |
| El Nacional             | Quito                                                                        | Wendy Villón       | Complejo BGR El Sauce                                  | 300                  | Lotto               | Ver lista ANDEC Banco General Rumiñahui UAZ Cooperativa 23 de Julio Ltda. |
| Emelec                  | Guayaquil                                                                    | Gissela Moreira    | Ver listaComplejo Canchas del Astillero Holcim Arena   | Ver listaTBD 1000    | Adidas              | Chubb Seguros                                                             |
| Espe                    | Machachi                                                                     | Juan Carlos Cerón  | Universitario de las Fuerzas Armadas                   | TBD                  | Textil Padilla      | Sin patrocinador                                                          |
| Guayaquil City          | Guayaquil                                                                    | José María Garay   | Christian Benítez Betancourt                           | 10 152               | Astro               | Ver lista Academia Xtreme Soccer Powerade                                 |
| Independiente del Valle | [[Archivo:\|15px\|border\|Bandera de Sangolquí]] Sangolquí                   | Rodrigo Castrillón | Centro de Alto Rendimiento IDV                         | 140                  | Marathon Sports     | Chubb Seguros                                                             |
| Liga de Quito           | Quito                                                                        | Jenny Herrera      | Estadio Rodrigo Paz Delgado                            | 41 575               | Puma                | Banco Pichincha                                                           |
| Liga Deportiva Juvenil  | [[Archivo:\|15px\|border\|Bandera de Macas]] Macas                           | Andrés Encalada    | Tito Navarrete                                         | 4500                 | Jeans Sport Center  | Ver lista CACPE Pastaza Ltda. Almacenes Tía GAD Municipal de Macas        |
| Macará                  | Ambato                                                                       | Santiago Lasso     | Ver listaBellavista Neptalí Barona                     | Ver lista16 467 6000 | Boman               | Cooperativa San Francisco Ltda.                                           |
| Ñañas                   | Quito                                                                        | Francisco Ramírez  | Orlando Baquero                                        | TBD                  | Jasa Evolution      | Ver lista Seguros Oriente Utim                                            |
| Olmedo                  | Riobamba                                                                     | Gustavo Orna       | Ver listaComplejo Deportivo El Batán Fernando Guerrero | Ver listaTBD 18 400  | Boman               | Ver lista Cooperativa Daquilema GolTV                                     |
| Quito                   | Quito                                                                        | Diego Torres       | San Pedro de Taboada.                                  | TBD                  | Berl Sport          | DT Medical S.A.                                                           |
| San Miguel              | [[Archivo:\|15px\|border\|Bandera de Ibarra]] Ibarra                         | Daniel Calderón    | Ver listaSan Miguel Olímpico de Ibarra                 | Ver listaTBD 17 300  | Andrés Confecciones | Ver lista Saitel.ec GAD Municipal de Ibarra CIMA Preuniversitario         |
| Siete de Febrero        | Puebloviejo                                                                  | Rafael Aguirre     | Julio Salinas Rizzo                                    | TBD                  | Formax Sport        | GAD Municipal de Baba                                                     |
| Técnico Universitario   | Ambato                                                                       | Christian Vargas   | Ver listaBellavista Neptalí Barona                     | Ver lista16 467 6000 | Boman               | Cooperativa San Francisco Ltda.                                           |

### Equipos por ubicación geográfica
| Provincia                        | N.° | Equipos                                                                        |
| -------------------------------- | --- | ------------------------------------------------------------------------------ |
| Bandera de Pichincha Pichincha   | 6   | - El Nacional - Espe - Independiente del Valle - Liga de Quito - Ñañas - Quito |
| Guayas                           | 3   | - Barcelona - Emelec - Guayaquil City                                          |
| Tungurahua                       | 2   | - Macará - Técnico Universitario                                               |
| Azuay                            | 2   | - Deportivo Cuenca - Carneras                                                  |
| Bandera de Chimborazo Chimborazo | 1   | - Olmedo                                                                       |
| Imbabura                         | 1   | - San Miguel                                                                   |
| Los Ríos                         | 1   | - Siete de Febrero                                                             |
| Morona Santiago                  | 1   | - Liga Deportiva Juvenil                                                       |
| Santo Domingo de los Tsáchilas   | 1   | - Deportivo Santo Domingo                                                      |

| Liga Deportiva Juvenil San Miguel Siete de Febrero El Nacional Liga de Quito Ñañas Quito Barcelona Emelec Guayaquil City Macará Técnico Universitario Carneras Deportivo Cuenca Deportivo Santo Domingo Independiente del Valle Espe Olmedo |

### Cambio de entrenadores
| Equipo                  | Pos. | Entrenador saliente | Último partido                                      | Fecha | Entrenador sucesor | Fecha debut | Ref.  |
| ----------------------- | ---- | ------------------- | --------------------------------------------------- | ----- | ------------------ | ----------- | ----- |
| Olmedo                  | 4    | Wilson Bonifaz      | Liga Deportiva Juvenil 4 : 0 Olmedo                 | 2.°   | Gustavo Orna       | 3.°         | [ 3 ] |
| San Miguel              | 4    | Alexander Valdez    | El Nacional 8 : 0 San Miguel                        | 7.°   | Daniel Calderón    | 8.°         | [ 4 ] |
| Independiente del Valle | 1    | Susú Cores          | Técnico Universitario 0 : 2 Independiente del Valle | 4.°   | Rodrigo Castrillón | 5.°         | [ 5 ] |

## Primera etapa

### Grupo A: Zona Austro-Chimborazo

#### Clasificación
| Pos. | Equipo                 | Pts. | PJ | G | E | P | GF | GC | Dif. |  |
| ---- | ---------------------- | ---- | -- | - | - | - | -- | -- | ---- |  |
| 1    | Carneras               | 13   | 6  | 4 | 1 | 1 | 11 | 6  | +5   |  |
| 2    | Deportivo Cuenca       | 12   | 6  | 4 | 0 | 2 | 12 | 7  | +5   |  |
| 3    | Liga Deportiva Juvenil | 10   | 6  | 3 | 1 | 2 | 14 | 5  | +9   |  |
| 4    | Olmedo                 | 0    | 6  | 0 | 0 | 6 | 3  | 22 | −19  |  |

Actualizado a los partidos jugados el 31 de octubre de 2020.
 Fuente: FEF
Criterios de clasificación: 1) Puntos; 2) Diferencia de goles; 3) Goles marcados; 4) Goles de visitante; 5) Fair Play; 6) Sorteo Público
|  | Clasificados a los play-offs. |

#### Evolución de la clasificación
| Equipo                 | 01 | 02 | 03 | 04 | 05 | 06 |
| ---------------------- | -- | -- | -- | -- | -- | -- |
| Carneras               | 1  | 3  | 2  | 1  | 1  | 1  |
| Deportivo Cuenca       | 2  | 1  | 1  | 2  | 3  | 2  |
| Liga Deportiva Juvenil | 3  | 2  | 3  | 3  | 2  | 3  |
| Olmedo                 | 4  | 4  | 4  | 4  | 4  | 4  |

#### Resultados
| Fecha 1          | Fecha 1   | Fecha 1                | Fecha 1                   | Fecha 1          | Fecha 1 | Fecha 1    |
| Local            | Resultado | Visitante              | Estadio                   | Fecha            | Hora    | TV         |
| ---------------- | --------- | ---------------------- | ------------------------- | ---------------- | ------- | ---------- |
| Carneras         | 3 - 1     | Olmedo                 | Valeriano Gavinelli       | 12 de septiembre | 16:00   | ComunicaTV |
| Deportivo Cuenca | 2 - 1     | Liga Deportiva Juvenil | Alejandro Serrano Aguilar | 13 de septiembre | 15:00   | LDJ TV     |

| Fecha 2                | Fecha 2   | Fecha 2   | Fecha 2                   | Fecha 2          | Fecha 2 | Fecha 2    |
| Local                  | Resultado | Visitante | Estadio                   | Fecha            | Hora    | TV         |
| ---------------------- | --------- | --------- | ------------------------- | ---------------- | ------- | ---------- |
| Liga Deportiva Juvenil | 4 - 0     | Olmedo    | Tito Navarrete            | 19 de septiembre | 10:00   | LDJ TV     |
| Deportivo Cuenca       | 3 - 2     | Carneras  | Alejandro Serrano Aguilar | 20 de septiembre | 12:00   | ComunicaTV |

| Fecha 3  | Fecha 3   | Fecha 3                | Fecha 3             | Fecha 3          | Fecha 3 | Fecha 3    |
| Local    | Resultado | Visitante              | Estadio             | Fecha            | Hora    | TV         |
| -------- | --------- | ---------------------- | ------------------- | ---------------- | ------- | ---------- |
| Carneras | 1 - 0     | Liga Deportiva Juvenil | Valeriano Gavinelli | 26 de septiembre | 18:30   | ComunicaTV |
| Olmedo   | 0 - 4     | Deportivo Cuenca       | Complejo El Batán   | 27 de septiembre | 10:00   | Olmedo TV  |

| Fecha 4                | Fecha 4   | Fecha 4          | Fecha 4           | Fecha 4      | Fecha 4   | Fecha 4   |
| Local                  | Resultado | Visitante        | Estadio           | Fecha        | Hora      | TV        |
| ---------------------- | --------- | ---------------- | ----------------- | ------------ | --------- | --------- |
| Olmedo                 | 1 - 3     | Carneras         | Complejo El Batán | 4 de octubre | 10:00     | Olmedo TV |
| Liga Deportiva Juvenil | 3 - 0     | Deportivo Cuenca | Cancelado         | Cancelado    | Cancelado | Cancelado |

| Fecha 5  | Fecha 5   | Fecha 5                | Fecha 5             | Fecha 5       | Fecha 5 | Fecha 5    |
| Local    | Resultado | Visitante              | Estadio             | Fecha         | Hora    | TV         |
| -------- | --------- | ---------------------- | ------------------- | ------------- | ------- | ---------- |
| Carneras | 1 - 0     | Deportivo Cuenca       | Valeriano Gavinelli | 16 de octubre | 19:00   | ComunicaTV |
| Olmedo   | 1 - 5     | Liga Deportiva Juvenil | Complejo El Batán   | 17 de octubre | 09:00   | Olmedo TV  |

| Fecha 6                | Fecha 6   | Fecha 6   | Fecha 6                   | Fecha 6       | Fecha 6 | Fecha 6    |
| Local                  | Resultado | Visitante | Estadio                   | Fecha         | Hora    | TV         |
| ---------------------- | --------- | --------- | ------------------------- | ------------- | ------- | ---------- |
| Deportivo Cuenca       | 3 - 0     | Olmedo    | Alejandro Serrano Aguilar | 31 de octubre | 14:00   | ComunicaTV |
| Liga Deportiva Juvenil | 1 - 1     | Carneras  | Tito Navarrete            | 31 de octubre | 14:00   | LDJ TV     |

### Grupo B: Zona Pichincha Norte-Imbabura

#### Clasificación
| Pos. | Equipo      | Pts. | PJ | G | E | P | GF | GC | Dif. |  |
| ---- | ----------- | ---- | -- | - | - | - | -- | -- | ---- |  |
| 1    | El Nacional | 21   | 8  | 7 | 0 | 1 | 32 | 4  | +28  |  |
| 2    | Ñañas       | 18   | 8  | 6 | 0 | 2 | 21 | 12 | +9   |  |
| 3    | San Miguel  | 10   | 8  | 3 | 1 | 4 | 11 | 13 | −2   |  |
| 4    | Quito       | 8    | 8  | 2 | 2 | 4 | 11 | 15 | −4   |  |
| 5    | Espe        | 1    | 8  | 0 | 1 | 7 | 4  | 27 | −23  |  |

Actualizado a los partidos jugados el 1 de noviembre de 2020.
 Fuente: FEF
Criterios de clasificación: 1) Puntos; 2) Diferencia de goles; 3) Goles marcados; 4) Goles de visitante; 5) Fair Play; 6) Sorteo Público
|  | Clasificados a los play-offs. |

#### Evolución de la clasificación
| Equipo      | 01 | 02 | 03 | 04 | 05 | 06 | 07 | 08 | 09 | 10 |
| ----------- | -- | -- | -- | -- | -- | -- | -- | -- | -- | -- |
| El Nacional | 1  | 2  | 1  | 1  | 1  | 1  | 1  | 1  | 1  | 1  |
| Ñañas       | 2  | 1  | 2  | 2  | 3  | 2  | 2  | 2  | 2  | 2  |
| San Miguel  | 5  | 3  | 3  | 4  | 4  | 4  | 4  | 4  | 4  | 3  |
| Quito       | 4  | 4  | 4  | 3  | 2  | 3  | 3  | 3  | 3  | 4  |
| Espe        | 3  | 5  | 5  | 5  | 5  | 5  | 5  | 5  | 5  | 5  |

#### Resultados
| Fecha 1     | Fecha 1   | Fecha 1    | Fecha 1         | Fecha 1          | Fecha 1 | Fecha 1         |
| Local       | Resultado | Visitante  | Estadio         | Fecha            | Hora    | TV              |
| ----------- | --------- | ---------- | --------------- | ---------------- | ------- | --------------- |
| Ñañas       | 2 - 1     | San Miguel | Orlando Baquero | 12 de septiembre | 10:00   | Ecuador TV      |
| El Nacional | 3 - 1     | Quito      | Complejo BGR    | 12 de septiembre | 15:00   | QF Producciones |
| Libre:      | Espe      | Espe       | Espe            | Espe             | Espe    | Espe            |

| Fecha 2    | Fecha 2   | Fecha 2     | Fecha 2                              | Fecha 2          | Fecha 2 | Fecha 2       |
| Local      | Resultado | Visitante   | Estadio                              | Fecha            | Hora    | TV            |
| ---------- | --------- | ----------- | ------------------------------------ | ---------------- | ------- | ------------- |
| Espe       | 0 - 3     | Ñañas       | Universitario de las Fuerzas Armadas | 19 de septiembre | 10:00   | Ecuador TV    |
| San Miguel | 1 - 2     | El Nacional | Olímpico de Ibarra                   | 20 de septiembre | 12:00   | Plur Deportes |
| Libre:     | Quito     | Quito       | Quito                                | Quito            | Quito   | Quito         |

| Fecha 3     | Fecha 3   | Fecha 3    | Fecha 3           | Fecha 3          | Fecha 3 | Fecha 3    |
| Local       | Resultado | Visitante  | Estadio           | Fecha            | Hora    | TV         |
| ----------- | --------- | ---------- | ----------------- | ---------------- | ------- | ---------- |
| El Nacional | 5 - 0     | Espe       | Complejo El Sauce | 23 de septiembre | 10:00   | Ecuador TV |
| Quito       | 1 - 1     | San Miguel | Complejo El Sauce | 23 de septiembre | 14:00   | Ecuador TV |
| Libre:      | Ñañas     | Ñañas      | Ñañas             | Ñañas            | Ñañas   | Ñañas      |

| Fecha 4 | Fecha 4    | Fecha 4     | Fecha 4                              | Fecha 4          | Fecha 4    | Fecha 4            |
| Local   | Resultado  | Visitante   | Estadio                              | Fecha            | Hora       | TV                 |
| ------- | ---------- | ----------- | ------------------------------------ | ---------------- | ---------- | ------------------ |
| Ñañas   | 1 - 4      | El Nacional | Orlando Baquero                      | 26 de septiembre | 10:00      | Ecuador TV         |
| Espe    | 0 - 3      | Quito       | Universitario de las Fuerzas Armadas | 27 de septiembre | 12:30      | Portal Informativo |
| Libre:  | San Miguel | San Miguel  | San Miguel                           | San Miguel       | San Miguel | San Miguel         |

| Fecha 5    | Fecha 5     | Fecha 5     | Fecha 5              | Fecha 5      | Fecha 5     | Fecha 5     |
| Local      | Resultado   | Visitante   | Estadio              | Fecha        | Hora        | TV          |
| ---------- | ----------- | ----------- | -------------------- | ------------ | ----------- | ----------- |
| San Miguel | 2 - 1       | Espe        | Olímpico de Ibarra   | 2 de octubre | 13:00       | Ecuador TV  |
| Quito      | 3 - 1       | Ñañas       | San Pedro de Taboada | 3 de octubre | 12:00       | Ecuador TV  |
| Libre:     | El Nacional | El Nacional | El Nacional          | El Nacional  | El Nacional | El Nacional |

| Fecha 6    | Fecha 6   | Fecha 6     | Fecha 6              | Fecha 6      | Fecha 6 | Fecha 6    |
| Local      | Resultado | Visitante   | Estadio              | Fecha        | Hora    | TV         |
| ---------- | --------- | ----------- | -------------------- | ------------ | ------- | ---------- |
| Quito      | 0 - 4     | El Nacional | San Pedro de Taboada | 7 de octubre | 10:00   | Ecuador TV |
| San Miguel | 1 - 4     | Ñañas       | Olímpico de Ibarra   | 7 de octubre | 13:00   | Ecuador TV |
| Libre:     | Espe      | Espe        | Espe                 | Espe         | Espe    | Espe       |

| Fecha 7     | Fecha 7   | Fecha 7    | Fecha 7         | Fecha 7       | Fecha 7 | Fecha 7         |
| Local       | Resultado | Visitante  | Estadio         | Fecha         | Hora    | TV              |
| ----------- | --------- | ---------- | --------------- | ------------- | ------- | --------------- |
| Ñañas       | 5 - 1     | Espe       | Orlando Baquero | 10 de octubre | 10:00   | Ecuador TV      |
| El Nacional | 8 - 0     | San Miguel | Complejo BGR    | 11 de octubre | 15:00   | QF Producciones |
| Libre:      | Quito     | Quito      | Quito           | Quito         | Quito   | Quito           |

| Fecha 8    | Fecha 8   | Fecha 8     | Fecha 8                              | Fecha 8       | Fecha 8 | Fecha 8       |
| Local      | Resultado | Visitante   | Estadio                              | Fecha         | Hora    | TV            |
| ---------- | --------- | ----------- | ------------------------------------ | ------------- | ------- | ------------- |
| San Miguel | 2 - 1     | Quito       | Olímpico de Ibarra                   | 14 de octubre | 13:30   | Plur Deportes |
| Espe       | 0 - 6     | El Nacional | Universitario de las Fuerzas Armadas | 14 de octubre | 14:00   | No Tiene      |
| Libre:     | Ñañas     | Ñañas       | Ñañas                                | Ñañas         | Ñañas   | Ñañas         |

| Fecha 9     | Fecha 9    | Fecha 9    | Fecha 9              | Fecha 9       | Fecha 9    | Fecha 9    |
| Local       | Resultado  | Visitante  | Estadio              | Fecha         | Hora       | TV         |
| ----------- | ---------- | ---------- | -------------------- | ------------- | ---------- | ---------- |
| El Nacional | 0 - 1      | Ñañas      | Complejo El Sauce    | 17 de octubre | 10:00      | Ecuador TV |
| Quito       | 0 - 0      | Espe       | San Pedro de Taboada | 18 de octubre | 11:00      | Ecuador TV |
| Libre:      | San Miguel | San Miguel | San Miguel           | San Miguel    | San Miguel | San Miguel |

| Fecha 10 | Fecha 10    | Fecha 10    | Fecha 10                             | Fecha 10       | Fecha 10    | Fecha 10           |
| Local    | Resultado   | Visitante   | Estadio                              | Fecha          | Hora        | TV                 |
| -------- | ----------- | ----------- | ------------------------------------ | -------------- | ----------- | ------------------ |
| Ñañas    | 4 - 2       | Quito       | Orlando Baquero                      | 1 de noviembre | 11:00       | Ecuador TV         |
| Espe     | 2 - 3       | San Miguel  | Universitario de las Fuerzas Armadas | 1 de noviembre | 15:30       | Portal Informativo |
| Libre:   | El Nacional | El Nacional | El Nacional                          | El Nacional    | El Nacional | El Nacional        |

### Grupo C: Zona Pichincha Sur-Tungurahua

#### Clasificación
| Pos. | Equipo                  | Pts. | PJ | G | E | P | GF | GC | Dif. |  |
| ---- | ----------------------- | ---- | -- | - | - | - | -- | -- | ---- |  |
| 1    | Independiente del Valle | 15   | 6  | 5 | 0 | 1 | 21 | 5  | +16  |  |
| 2    | Liga de Quito           | 15   | 6  | 5 | 0 | 1 | 12 | 4  | +8   |  |
| 3    | Técnico Universitario   | 4    | 6  | 1 | 1 | 4 | 6  | 17 | −11  |  |
| 4    | Macará                  | 1    | 6  | 0 | 1 | 5 | 3  | 16 | −13  |  |

Actualizado a los partidos jugados el 1 de noviembre de 2020.
 Fuente: FEF
Criterios de clasificación: 1) Puntos; 2) Diferencia de goles; 3) Goles marcados; 4) Goles de visitante; 5) Fair Play; 6) Sorteo Público
|  | Clasificados a los play-offs. |

#### Evolución de la clasificación
| Equipo                  | 01 | 02 | 03 | 04 | 05 | 06 |
| ----------------------- | -- | -- | -- | -- | -- | -- |
| Independiente del Valle | 1  | 1  | 1  | 1  | 1  | 1  |
| Liga de Quito           | 2  | 2  | 2  | 2  | 2  | 2  |
| Macará                  | 3  | 3  | 3  | 3  | 3  | 3  |
| Técnico Universitario   | 4  | 4  | 4  | 4  | 4  | 4  |

#### Resultados
| Fecha 1                 | Fecha 1   | Fecha 1               | Fecha 1             | Fecha 1          | Fecha 1 | Fecha 1    |
| Local                   | Resultado | Visitante             | Estadio             | Fecha            | Hora    | TV         |
| ----------------------- | --------- | --------------------- | ------------------- | ---------------- | ------- | ---------- |
| Liga de Quito           | 2 - 0     | Macará                | Rodrigo Paz Delgado | 12 de septiembre | 14:30   | Ecuador TV |
| Independiente del Valle | 7 - 1     | Técnico Universitario | Complejo IDV        | 13 de septiembre | 10:30   | Ecuador TV |

| Fecha 2                 | Fecha 2   | Fecha 2       | Fecha 2        | Fecha 2          | Fecha 2 | Fecha 2    |
| Local                   | Resultado | Visitante     | Estadio        | Fecha            | Hora    | TV         |
| ----------------------- | --------- | ------------- | -------------- | ---------------- | ------- | ---------- |
| Técnico Universitario   | 2 - 2     | Macará        | Neptalí Barona | 18 de septiembre | 13:30   | No Tiene   |
| Independiente del Valle | 2 - 0     | Liga de Quito | Complejo IDV   | 19 de septiembre | 12:00   | Ecuador TV |

| Fecha 3       | Fecha 3   | Fecha 3                 | Fecha 3             | Fecha 3          | Fecha 3 | Fecha 3    |
| Local         | Resultado | Visitante               | Estadio             | Fecha            | Hora    | TV         |
| ------------- | --------- | ----------------------- | ------------------- | ---------------- | ------- | ---------- |
| Macará        | 0 - 4     | Independiente del Valle | Bellavista          | 25 de septiembre | 12:30   | No Tiene   |
| Liga de Quito | 2 - 1     | Técnico Universitario   | Rodrigo Paz Delgado | 25 de septiembre | 14:00   | Ecuador TV |

| Fecha 4               | Fecha 4   | Fecha 4                 | Fecha 4    | Fecha 4      | Fecha 4 | Fecha 4  |
| Local                 | Resultado | Visitante               | Estadio    | Fecha        | Hora    | TV       |
| --------------------- | --------- | ----------------------- | ---------- | ------------ | ------- | -------- |
| Técnico Universitario | 0 - 2     | Independiente del Valle | Bellavista | 2 de octubre | 12:00   | No Tiene |
| Macará                | 0 - 1     | Liga de Quito           | Bellavista | 3 de octubre | 14:00   | No Tiene |

| Fecha 5       | Fecha 5   | Fecha 5                 | Fecha 5             | Fecha 5       | Fecha 5 | Fecha 5    |
| Local         | Resultado | Visitante               | Estadio             | Fecha         | Hora    | TV         |
| ------------- | --------- | ----------------------- | ------------------- | ------------- | ------- | ---------- |
| Macará        | 1 - 2     | Técnico Universitario   | Bellavista          | 16 de octubre | 10:30   | Macará TV  |
| Liga de Quito | 4 - 1     | Independiente del Valle | Rodrigo Paz Delgado | 28 de octubre | 15:00   | Ecuador TV |

| Fecha 6                 | Fecha 6   | Fecha 6       | Fecha 6      | Fecha 6        | Fecha 6 | Fecha 6    |
| Local                   | Resultado | Visitante     | Estadio      | Fecha          | Hora    | TV         |
| ----------------------- | --------- | ------------- | ------------ | -------------- | ------- | ---------- |
| Técnico Universitario   | 0 - 3     | Liga de Quito | Bellavista   | 31 de octubre  | 10:00   | No Tiene   |
| Independiente del Valle | 5 - 0     | Macará        | Complejo IDV | 1 de noviembre | 11:00   | Ecuador TV |

### Grupo D: Zona Guayas-Los Ríos

#### Clasificación
| Pos. | Equipo           | Pts. | PJ | G | E | P | GF | GC | Dif. |  |
| ---- | ---------------- | ---- | -- | - | - | - | -- | -- | ---- |  |
| 1    | Barcelona        | 15   | 5  | 5 | 0 | 0 | 18 | 2  | +16  |  |
| 2    | Emelec           | 9    | 6  | 3 | 0 | 3 | 11 | 8  | +3   |  |
| 3    | Guayaquil City   | 9    | 6  | 3 | 0 | 3 | 13 | 12 | +1   |  |
| 4    | Siete de Febrero | 0    | 5  | 0 | 0 | 5 | 5  | 23 | −18  |  |

Actualizado a los partidos jugados el 31 de octubre de 2020.
 Fuente: FEF
Criterios de clasificación: 1) Puntos; 2) Diferencia de goles; 3) Goles marcados; 4) Goles de visitante; 5) Fair Play; 6) Sorteo Público
|  | Clasificados a los play-offs. |

#### Evolución de la clasificación
| Equipo           | 01 | 02 | 03 | 04 | 05 | 06 |
| ---------------- | -- | -- | -- | -- | -- | -- |
| Barcelona        | 2  | 1  | 1  | 1  | 1  | 1  |
| Emelec           | 1  | 2  | 2  | 2  | 3  | 2  |
| Guayaquil City   | 4  | 3  | 3  | 3  | 2  | 3  |
| Siete de Febrero | 3  | 4  | 4  | 4  | 4  | 4  |

#### Resultados
| Fecha 1   | Fecha 1   | Fecha 1          | Fecha 1                        | Fecha 1          | Fecha 1 | Fecha 1    |
| Local     | Resultado | Visitante        | Estadio                        | Fecha            | Hora    | TV         |
| --------- | --------- | ---------------- | ------------------------------ | ---------------- | ------- | ---------- |
| Emelec    | 3 - 1     | Guayaquil City   | Complejo Canchas del Astillero | 12 de septiembre | 15:00   | No Tiene   |
| Barcelona | 2 - 1     | Siete de Febrero | Complejo Canchas del Astillero | 13 de septiembre | 14:00   | Ecuador TV |

| Fecha 2          | Fecha 2   | Fecha 2        | Fecha 2                    | Fecha 2          | Fecha 2 | Fecha 2             |
| Local            | Resultado | Visitante      | Estadio                    | Fecha            | Hora    | TV                  |
| ---------------- | --------- | -------------- | -------------------------- | ---------------- | ------- | ------------------- |
| Siete de Febrero | 1 - 2     | Guayaquil City | Julio Salinas Rizzo        | 19 de septiembre | 13:00   | Siete de Febrero TV |
| Barcelona        | 4 - 1     | Emelec         | Monumental Banco Pichincha | 23 de septiembre | 15:30   | Ecuador TV          |

| Fecha 3        | Fecha 3   | Fecha 3          | Fecha 3                        | Fecha 3          | Fecha 3 | Fecha 3    |
| Local          | Resultado | Visitante        | Estadio                        | Fecha            | Hora    | TV         |
| -------------- | --------- | ---------------- | ------------------------------ | ---------------- | ------- | ---------- |
| Emelec         | 3 - 0     | Siete de Febrero | Complejo Canchas del Astillero | 26 de septiembre | 15:00   | No Tiene   |
| Guayaquil City | 0 - 2     | Barcelona        | Christian Benítez              | 26 de septiembre | 16:00   | Ecuador TV |

| Fecha 4          | Fecha 4   | Fecha 4   | Fecha 4             | Fecha 4      | Fecha 4 | Fecha 4    |
| Local            | Resultado | Visitante | Estadio             | Fecha        | Hora    | TV         |
| ---------------- | --------- | --------- | ------------------- | ------------ | ------- | ---------- |
| Siete de Febrero | 0 - 8     | Barcelona | Julio Salinas Rizzo | 3 de octubre | 12:00   | FFEC       |
| Guayaquil City   | 1 - 0     | Emelec    | Christian Benítez   | 3 de octubre | 16:00   | Ecuador TV |

| Fecha 5        | Fecha 5   | Fecha 5          | Fecha 5                        | Fecha 5       | Fecha 5 | Fecha 5    |
| Local          | Resultado | Visitante        | Estadio                        | Fecha         | Hora    | TV         |
| -------------- | --------- | ---------------- | ------------------------------ | ------------- | ------- | ---------- |
| Guayaquil City | 8 - 3     | Siete de Febrero | Christian Benítez              | 17 de octubre | 15:00   | No Tiene   |
| Emelec         | 0 - 2     | Barcelona        | Complejo Canchas del Astillero | 17 de octubre | 15:00   | Ecuador TV |

| Fecha 6          | Fecha 6   | Fecha 6        | Fecha 6                    | Fecha 6       | Fecha 6 | Fecha 6    |
| Local            | Resultado | Visitante      | Estadio                    | Fecha         | Hora    | TV         |
| ---------------- | --------- | -------------- | -------------------------- | ------------- | ------- | ---------- |
| Siete de Febrero | 0 - 4     | Emelec         | Julio Salinas Rizzo        | 31 de octubre | 14:00   | FFEC       |
| Barcelona        | 3 - 1     | Guayaquil City | Monumental Banco Pichincha | 31 de octubre | 14:00   | Ecuador TV |

### Clasificación general
| 1                                             | Barcelona               | 18                    | 6                     | 6                     | 0                     | 0                     | 21                    | 3                     | +18                   | 3                     |
| 2                                             | El Nacional             | 21                    | 8                     | 7                     | 0                     | 1                     | 32                    | 4                     | +28                   | 2.625                 |
| 3                                             | Independiente del Valle | 15                    | 6                     | 5                     | 0                     | 1                     | 21                    | 5                     | +16                   | 2.5                   |
| 4                                             | Liga de Quito           | 15                    | 6                     | 5                     | 0                     | 1                     | 12                    | 4                     | +8                    | 2.5                   |
| 5                                             | Ñañas                   | 18                    | 8                     | 6                     | 0                     | 2                     | 21                    | 4                     | +17                   | 2.25                  |
| 6                                             | Carneras                | 13                    | 6                     | 4                     | 1                     | 1                     | 11                    | 6                     | +5                    | 2.167                 |
| 7                                             | Deportivo Cuenca        | 12                    | 6                     | 4                     | 0                     | 2                     | 12                    | 7                     | +5                    | 2                     |
| 8                                             | Liga Deportiva Juvenil  | 10                    | 6                     | 3                     | 1                     | 2                     | 14                    | 5                     | 9                     | 1.667                 |
| 9                                             | San Miguel              | 10                    | 8                     | 3                     | 1                     | 4                     | 11                    | 13                    | -2                    | 1.25                  |
| 10                                            | Emelec                  | 9                     | 6                     | 3                     | 0                     | 3                     | 11                    | 8                     | +3                    | 1.5                   |
| 11                                            | Guayaquil City          | 9                     | 6                     | 3                     | 0                     | 3                     | 13                    | 12                    | +1                    | 1.5                   |
| 12                                            | Quito                   | 8                     | 8                     | 2                     | 2                     | 4                     | 11                    | 15                    | -4                    | 1                     |
| 13                                            | Técnico Universitario   | 4                     | 6                     | 1                     | 1                     | 4                     | 6                     | 17                    | -11                   | 0.667                 |
| 14                                            | Macará                  | 1                     | 6                     | 0                     | 1                     | 5                     | 3                     | 16                    | -13                   | 0.167                 |
| 15                                            | Espe                    | 1                     | 8                     | 0                     | 1                     | 7                     | 4                     | 27                    | -23                   | 0.125                 |
| 16                                            | Olmedo                  | 0                     | 6                     | 0                     | 0                     | 6                     | 3                     | 22                    | -19                   | 0                     |
| 17                                            | Siete de Febrero        | 0                     | 6                     | 0                     | 0                     | 6                     | 5                     | 27                    | -22                   | 0                     |
| 18                                            | Deportivo Santo Domingo | Sancionado por la FEF | Sancionado por la FEF | Sancionado por la FEF | Sancionado por la FEF | Sancionado por la FEF | Sancionado por la FEF | Sancionado por la FEF | Sancionado por la FEF | Sancionado por la FEF |
| Última actualización: 1 de noviembre de 2020. |                         |                       |                       |                       |                       |                       |                       |                       |                       |                       |

|  | Descendieron a la Serie A Amateur 2021-C. |
|  | Sancionado                                |

#### Evolución de la clasificación
| Equipo                  | 01 | 02 | 03 | 04 | 05 | 06 | 07 | 08 | 09 | 10 |
| ----------------------- | -- | -- | -- | -- | -- | -- | -- | -- | -- | -- |
| Barcelona               | 7  | 8  | 3  | 4  | 1  | 2  | 2  | 2  | 1  | 1  |
| El Nacional             | 2  | 3  | 1  | 1  | 3  | 1  | 1  | 1  | 2  | 2  |
| Independiente del Valle | 1  | 1  | 2  | 2  | 2  | 3  | 3  | 3  | 4  | 3  |
| Liga de Quito           | 5  | 9  | 8  | 7  | 6  | 7  | 7  | 7  | 6  | 4  |
| Ñañas                   | 6  | 2  | 4  | 5  | 10 | 6  | 4  | 4  | 3  | 5  |
| Carneras                | 4  | 7  | 7  | 6  | 4  | 4  | 5  | 5  | 5  | 6  |
| Deportivo Cuenca        | 8  | 4  | 5  | 3  | 5  | 5  | 6  | 6  | 9  | 7  |
| Liga Deportiva Juvenil  | 10 | 5  | 6  | 9  | 8  | 9  | 9  | 10 | 7  | 8  |
| San Miguel              | 12 | 13 | 11 | 12 | 12 | 12 | 12 | 9  | 11 | 9  |
| Guayaquil City          | 16 | 10 | 10 | 10 | 11 | 11 | 11 | 12 | 8  | 10 |
| Emelec                  | 3  | 6  | 9  | 8  | 9  | 10 | 10 | 11 | 12 | 11 |
| Quito                   | 15 | 15 | 13 | 11 | 7  | 8  | 8  | 8  | 10 | 12 |
| Técnico Universitario   | 17 | 12 | 14 | 14 | 14 | 14 | 14 | 14 | 13 | 13 |
| Macará                  | 13 | 11 | 12 | 13 | 13 | 13 | 13 | 13 | 14 | 14 |
| Espe                    | 9  | 16 | 17 | 17 | 16 | 16 | 17 | 17 | 15 | 15 |
| Olmedo                  | 14 | 17 | 16 | 16 | 15 | 15 | 15 | 15 | 16 | 16 |
| Siete de Febrero        | 11 | 14 | 15 | 15 | 17 | 17 | 16 | 16 | 17 | 17 |
| Deportivo Santo Domingo | 18 | 18 | 18 | 18 | 18 | 18 | 18 | 18 | 18 | 18 |

## Segunda etapa
|  | Cuartos de final        | Cuartos de final        | Cuartos de final     | Cuartos de final     | Cuartos de final     |   |             | Semifinales          | Semifinales          | Semifinales          | Semifinales          | Semifinales          |  |             | Final                | Final                | Final                | Final                | Final                |  |
|  | 7 al 15 de noviembre    | 7 al 15 de noviembre    | 7 al 15 de noviembre | 7 al 15 de noviembre | 7 al 15 de noviembre |   |             | 5 al 10 de diciembre | 5 al 10 de diciembre | 5 al 10 de diciembre | 5 al 10 de diciembre | 5 al 10 de diciembre |  |             | 16 y 21 de diciembre | 16 y 21 de diciembre | 16 y 21 de diciembre | 16 y 21 de diciembre | 16 y 21 de diciembre |  |
|  |                         |                         |                      |                      |                      |   |             |                      |                      |                      |                      |                      |  |             |                      |                      |                      |                      |                      |  |
|  |                         |                         |                      |                      |                      |   |             |                      |                      |                      |                      |                      |  |             |                      |                      |                      |                      |                      |  |
|  | El Nacional             | El Nacional             | 4                    | 6                    | 10                   |   |             |                      |                      |                      |                      |                      |  |             |                      |                      |                      |                      |                      |  |
|  | El Nacional             | El Nacional             | 4                    | 6                    | 10                   |   |             |                      |                      |                      |                      |                      |  |             |                      |                      |                      |                      |                      |  |
|  | Deportivo Cuenca        | Deportivo Cuenca        | 1                    | 1                    | 2                    |   |             |                      |                      |                      |                      |                      |  |             |                      |                      |                      |                      |                      |  |
|  | Deportivo Cuenca        | Deportivo Cuenca        | 1                    | 1                    | 2                    |   | El Nacional | El Nacional          | 2                    | 3                    | 5                    |                      |  |             |                      |                      |                      |                      |                      |  |
|  |                         |                         |                      |                      |                      |   | El Nacional | El Nacional          | 2                    | 3                    | 5                    |                      |  |             |                      |                      |                      |                      |                      |  |
|  |                         |                         | Liga de Quito        | Liga de Quito        | 0                    | 1 | 1           |                      |                      |                      |                      |                      |  |             |                      |                      |                      |                      |                      |  |
|  | Carneras                | Carneras                | Liga de Quito        | Liga de Quito        | 0                    | 1 | 1           | 0                    | 3                    | 3                    |                      |                      |  |             |                      |                      |                      |                      |                      |  |
|  | Carneras                | Carneras                |                      |                      |                      |   |             |                      |                      | 3                    |                      |                      |  |             |                      |                      |                      |                      |                      |  |
|  | Liga de Quito           | Liga de Quito           | 4                    | 3                    | 7                    |   |             |                      |                      |                      |                      |                      |  |             |                      |                      |                      |                      |                      |  |
|  | Liga de Quito           | Liga de Quito           | 4                    | 3                    | 7                    |   |             |                      |                      |                      |                      |                      |  | El Nacional | El Nacional          | 2                    | 2                    | 4                    |                      |  |
|  |                         |                         |                      |                      |                      |   |             |                      |                      |                      |                      |                      |  | El Nacional | El Nacional          | 2                    | 2                    | 4                    |                      |  |
|  |                         |                         | Ñañas                | Ñañas                | 0                    | 1 | 1           |                      |                      |                      |                      |                      |  |             |                      |                      |                      |                      |                      |  |
|  | Barcelona               | Barcelona               | Ñañas                | Ñañas                | 0                    | 1 | 1           | 0                    | 2                    | 2                    |                      |                      |  |             |                      |                      |                      |                      |                      |  |
|  | Barcelona               | Barcelona               |                      |                      |                      |   |             |                      |                      | 2                    |                      |                      |  |             |                      |                      |                      |                      |                      |  |
|  | Emelec                  | Emelec                  | 0                    | 1                    | 1                    |   |             |                      |                      |                      |                      |                      |  |             |                      |                      |                      |                      |                      |  |
|  | Emelec                  | Emelec                  | 0                    | 1                    | 1                    |   | Barcelona   | Barcelona            | 2                    | 1                    | 3                    |                      |  |             |                      |                      |                      |                      |                      |  |
|  |                         |                         |                      |                      |                      |   | Barcelona   | Barcelona            | 2                    | 1                    | 3                    |                      |  |             |                      |                      |                      |                      |                      |  |
|  |                         |                         | Ñañas                | Ñañas                | 4                    | 0 | 4           |                      |                      |                      |                      |                      |  |             |                      |                      |                      |                      |                      |  |
|  | Independiente del Valle | Independiente del Valle | Ñañas                | Ñañas                | 4                    | 0 | 4           | 0                    | 3                    | 3                    |                      |                      |  |             |                      |                      |                      |                      |                      |  |
|  | Independiente del Valle | Independiente del Valle |                      |                      |                      |   |             |                      |                      | 3                    |                      |                      |  |             |                      |                      |                      |                      |                      |  |
|  | Ñañas                   | Ñañas                   | 3                    | 1                    | 4                    |   |             |                      |                      |                      |                      |                      |  |             |                      |                      |                      |                      |                      |  |
|  | Ñañas                   | Ñañas                   | 3                    | 1                    | 4                    |   |             |                      |                      |                      |                      |                      |  |             |                      |                      |                      |                      |                      |  |
|  |                         |                         |                      |                      |                      |   |             |                      |                      |                      |                      |                      |  |             |                      |                      |                      |                      |                      |  |

Nota: El equipo ubicado en la primera línea de cada llave es el que ejerce la localía en el partido de vuelta.

### Cuartos de final
| 7 de noviembre de 2020, 15:00 DirecTV Sports, Ecuador TV | Emelec | 0ː0     | Barcelona | Estadio Holcim Arena, Guayaquil |  |
|                                                          |        | Reporte |           |                                 |  |

| 14 de noviembre de 2020, 17:15 DirecTV Sports, Ecuador TV | Barcelona                  | 2ː1     | Emelec      | Estadio Monumental, Guayaquil |  |
|                                                           | Klinger 21' · Monsalve 69' | Reporte | Espinoza 4' |                               |  |

| 7 de noviembre de 2020, 10:00 DirecTV Sports, Ecuador TV | Ñañas        | 2ː1→3:0 | Independiente del Valle | Estadio Orlando Baquero, Quito |  |
|                                                          | Pérez 4' 84' | Reporte | Flores 39'              |                                |  |

| 15 de noviembre de 2020,11:00 DirecTV Sports, Ecuador TV | Independiente del Valle              | 3ː1     | Ñañas       | Complejo IDV, Sangolquí |  |
|                                                          | Arias 6' · Flores 37' · Zambrano 70' | Reporte | Cazares 15' |                         |  |

| 8 de noviembre de 2020, 12:00 DirecTV Sports, Ecuador TV | Deportivo Cuenca | 1ː4     | El Nacional                                | Estadio Alejandro Serrano Aguilar, Cuenca |  |
|                                                          | Guizamano 24'    | Reporte | Caicedo 1' 71' · Riera 16' · Espinales 83' |                                           |  |

| 14 de noviembre de 2020,15:00 DirecTV Sports, Ecuador TV | El Nacional                                                         | 6ː1     | Deportivo Cuenca | Complejo El Sauce, Quito |  |
|                                                          | Bolaños 11' · Riera 42' 83' · Caicedo 52' · Gracia 65' · Avilés 66' | Reporte | Mayorga 86'      |                          |  |

| 7 de noviembre de 2020, 12:30 DirecTV Sports, Ecuador TV | Liga de Quito                                          | 4ː0     | Carneras | Estadio Rodrigo Paz Delgado, Quito |  |
|                                                          | Naranjo 39' · Trujillo 46' · Serrano 59' · Briones 80' | Reporte |          |                                    |  |

| 13 de noviembre de 2020, 19:00 | Carneras                     | 3:3     | Liga de Quito              | Estadio Valeriano Gavinelli, Cuenca |  |
|                                | Vásconez 10' 78' · Cañas 52' | Reporte | Naranjo 2' · Aragón 8' 76' |                                     |  |

### Semifinales
| 5 de diciembre de 2020, 12:00 | Ñañas                                  | 4ː2     | Barcelona                | Estadio Olímpico Atahualpa, Quito |  |
|                               | Pérez 60' · Páez 63' 85' · Cazares 88' | Reporte | Tenorio 6' · Rosillo 76' |                                   |  |

| 10 de diciembre de 2020, 13:00 | Barcelona   | 1ː0     | Ñañas | Estadio Monumental, Guayaquil |                            |
|                                | Tenorio 32' | Reporte |       | Árbitro(s): María Cornejo.    | Árbitro(s): María Cornejo. |

| 7 de diciembre de 2020, 12:30 DirecTV Sports, Ecuador TV | Liga de Quito | 0ː2     | El Nacional  | Estadio Rodrigo Paz Delgado, Quito |  |
|                                                          |               | Reporte | Riera 3' 10' |                                    |  |

| 10 de diciembre de 2020, 15:30 DirecTV Sports, Ecuador TV | El Nacional                            | 3ː1     | Liga de Quito | Estadio Rodrigo Paz Delgado, Quito |  |
|                                                           | Charcopa 19' · Riera 63' · Bolaños 90' | Reporte | Aragón 42'    |                                    |  |

### Final
| 16 de diciembre de 2020, 16:00 DirecTV Sports, Ecuador TV | Ñañas | 0ː2     | El Nacional                | Estadio Olímpico Atahualpa, Quito |  |
|                                                           |       | Reporte | Charcopa 57' · Bolaños 77' |                                   |  |

| 21 de diciembre de 2020, 19:00 DirecTV Sports, Ecuador TV | El Nacional             | 2ː1     | Ñañas     | Estadio Olímpico Atahualpa, Quito |  |
|                                                           | Bolaños 9' · Gracia 86' | Reporte | Pérez 71' |                                   |  |

- El Nacional se coronó campeón tras vencer 4-1 a Ñañas en el marcador global.

|                                                  |
| [[Archivo:\|50px\|border\|Bandera de Pichincha]] |
| Campeón El Nacional 1.er título                  |

## Estadísticas

### Goleadoras
- Última actualización: 21 de diciembre de 2020.

| Pos. | Jugador            | Equipo                  |    |
| ---- | ------------------ | ----------------------- | -- |
| 1    | Madelin Riera      | El Nacional             | 20 |
| 2    | Nayely Bolaños     | El Nacional             | 10 |
| 3    | Karen Peralta      | Ñañas                   | 9  |
| 4    | Maireth Pérez      | Ñañas                   | 9  |
| 5    | Karen Páez         | Ñañas                   | 7  |
| 6    | Jhojandry Monsalve | Barcelona               | 7  |
| 7    | Kiara Moreira      | Guayaquil City          | 6  |
| 8    | Mayta Vásconez     | Carneras                | 6  |
| 9    | Karen Flores       | Independiente del Valle | 6  |
| 10   | Shirley Roque      | Deportivo Cuenca        | 5  |